# Euricrátidas
Euricrátidas (en griego, Ευρυκρατίδης) fue un rey de Esparta, perteneciente a la dinastía de los Agíadas, que gobernó entre los años 615 a. C. y 590 a. C.
Decimotercer rey de la dinastía, sucedió en el trono a su padre Anaxandro. Reinó durante un periodo de guerra devastadora con Tegea. Euricrátidas también aparece mencionado en la Historia de Heródoto, que hace referencia a la línea dinástica de Leónidas.
Fue sucedido en el trono por su hijo León.